# 千鳥かまいたちアワー
『千鳥かまいたちアワー』（ちどりかまいたちアワー）は、日本テレビ系列で放送されているトークバラエティ番組であり、千鳥とかまいたちの冠番組。通称は「ちどかま」。

## 概要
世の中のあらゆるものに「まだ笑える余地“笑いしろ”があるのか?」「もっと面白くできるのか?」。4人ならではの発想力とトークで笑いに昇華させる。千鳥とかまいたちがタッグを組んで送る冠番組はこれが初となる。開始当初は、番組のオープニングは収録終了後の4人の感想から始まっていた。
レギュラー第1期は『千鳥vsかまいたち』（ちどりかまいたち）として、2021年1月3日の23:25 - 23:55に日本テレビおよび一部を除いた系列局で放送され、2021年1月24日から3月28日まで日本テレビ系で毎週日曜日の12:45 - 13:15に全10回で放送された。
レギュラー第1期放送終了後の2021年4月19日に特番として月曜日の23:59 - 翌0:54に放送された。
2021年10月2日から2025年3月29日っまでは『有吉反省会』の後番組として現在のタイトルに改め、土曜日23時30分 - 23時55分にレギュラー第2期として放送された。第2期は第1期の放送内容に加え、ゲストとトークやコントを行うことが多くなった。
2025年4月23日からは、水曜20時台のゴールデン帯に進出、番組名を『千鳥かまいたちゴールデンアワー』に改題したうえでレギュラー第3期が開始。第3期は、ゲストが持ち寄ったテッパンネタを紹介して、トークやプレゼンを交えながら実際に披露する内容となっており、進行アシスタントとして河出奈都美（日本テレビアナウンサー）が出演。

## 出演者

### レギュラー
- 千鳥（大悟・ノブ）
- かまいたち（山内健司・濱家隆一）

### 進行アシスタント
- 河出奈都美（日本テレビアナウンサー、『千鳥かまいたちゴールデンアワー』パイロット版・レギュラー版）

### MC
- 水卜麻美（日本テレビアナウンサー）[注 1]

## 放送リスト

### 千鳥vsかまいたち
| 回 | 放送日   | 内容                                                       | ゲスト | 備考              |
| -- | -------- | ---------------------------------------------------------- | ------ | ----------------- |
| 00 | 01月03日 | 新番組! 今最強の2組…封印されし伝説番組の「笑い」に挑む!    |        | 23:25 - 23:55放送 |
| 01 | 01月24日 | 新番組の初回! まだまだ落ち着く2組ではない…何でもやります   |        |                   |
| 02 | 01月31日 | #グッチ濱家…果たしてトレンドワードになれるのか?            |        |                   |
| 03 | 02月07日 | #カニクリームコロッケ…一生食べずに生きていけますか?        |        |                   |
| 04 | 02月14日 | 今、テレビには赤坂さんが足りない? 大悟が温めてきた企画解禁 |        |                   |
| 05 | 02月21日 | #杉山くん                                                  |        |                   |
| 06 | 02月28日 | #山内の教員免許をいかそう! #本能寺の変                     |        |                   |
| 07 | 03月07日 | 成田凌の苦手な記者会見を成功させよう! #別に沼              | 成田凌 |                   |
| 08 | 03月14日 | #ミッツ濱家スター化計画…目指すはトレンド1位!               |        |                   |
| 09 | 03月21日 | おならの魅力を伝えたい…おなら笑いのプロ「放屁師」復活へ    |        |                   |
| 10 | 03月28日 | 最後にもう一度 見たい! 聞きたい! やって欲しい! SP          |        |                   |

### 特番
| 放送日   | 内容                                                      | ゲスト | 備考                   |
| -------- | --------------------------------------------------------- | ------ | ---------------------- |
| 04月19日 | 同世代4人憧れの優香と一夜限りの学園コント! 大悟の夢…叶う! | 優香   | プラチナイト枠にて放送 |

### 千鳥かまいたちアワー
| 回 | 放送日   | 内容                                                                            | ゲスト       | 備考 |
| -- | -------- | ------------------------------------------------------------------------------- | ------------ | ---- |
| 01 | 10月02日 | 初回ゲスト菅田将暉…新番組スタート!                                              | 菅田将暉     |      |
| 02 | 10月09日 | 菅田将暉に4人がセンスある質問! 大悟ぶっ込む!?                                   | 菅田将暉     |      |
| 03 | 10月16日 | 宮沢りえに今聞きたいセンスある質問…ぶっ込むのは誰?                              | 宮沢りえ     |      |
| 04 | 10月23日 | 宮沢りえ制服スケバン姿で不良に…落書きじゃ! 永久保存版!                          | 宮沢りえ     |      |
| 05 | 10月30日 | ゲスト仲野太賀…憧れ「かまいたちコント」に挑戦! 名作誕生                         | 仲野太賀     |      |
| 06 | 11月06日 | 俳優・仲野太賀と…卓球部じゃない芸能界卓球王決定戦!                              | 仲野太賀     |      |
| 07 | 11月13日 | ホラン千秋ご乱心! 今夜はキャスター忘れバラエティー全開!                         | ホラン千秋   |      |
| 08 | 11月20日 | ホラン千秋 早着替えでかまいたち流・街ブラロケに挑戦!                            | ホラン千秋   |      |
| 09 | 11月27日 | BiSHのライブ中のコント、千鳥&かまいたちはどう面白くする?                        | BiSH         |      |
| 10 | 12月04日 | BiSHが一番輝く音楽番組をやりたい! ノブがMC赤坂に変身                            | BiSH         |      |
| 11 | 12月11日 | 水卜アナに聞きたい大悟のぶっこみ質問&千鳥が難解食リポ挑戦                       | 水卜麻美     |      |
| 12 | 12月18日 | 濱家隆一が「由々しき事態」と悩む「ZIP!」内のコーナー…水卜アナと改善にチャレンジ | 水卜麻美     |      |
| 13 | 12月25日 | クリスマスSP! ベテランマジシャン・トランプマンお悩み相談                        | トランプマン |      |

| 回 | 放送日   | 内容                                                                              | ゲスト                                                                           | 備考                                   |
| -- | -------- | --------------------------------------------------------------------------------- | -------------------------------------------------------------------------------- | -------------------------------------- |
| 14 | 01月02日 | 千鳥かまいたち ジャンボゲームで対決 "あの"杉山くんが再登場! 再び4人でプロデュース |                                                                                  | 新春SPと題し23:00 - 0:25に放送。       |
| 15 | 01月08日 | 本田翼 年始にやりたいこと「くす玉割り」に挑戦もその結末は…?                       | 本田翼                                                                           |                                        |
| 16 | 01月15日 | 本田翼 ノブに「ゴチ」時代のリベンジなるか?                                        | 本田翼                                                                           |                                        |
| 17 | 01月22日 | 大悟プレゼンツ! 素人スター発掘プロジェクト始動!                                   |                                                                                  |                                        |
| 18 | 01月29日 | 池田エライザとバンド結成! エライザプロデュースでPV撮影                            | 池田エライザ                                                                     |                                        |
| 19 | 02月05日 | 池田エライザ×ちどかま バンドやろうぜ完結編                                        | 池田エライザ                                                                     |                                        |
| 20 | 02月12日 | 大悟プレゼンツ! 素人スター発掘プロジェクト第2弾!                                  |                                                                                  | 濱家は欠席。                           |
| 21 | 02月19日 | 大悟プレゼンツ! 素人スター発掘プロジェクト第2弾!                                  |                                                                                  | 濱家は欠席。                           |
| 22 | 02月26日 | 濱家不在、だからこそ…"最近の濱家"千鳥さん知ってますか?                            |                                                                                  | 濱家は欠席。                           |
| 23 | 03月05日 | 山内スタジオ来れず…代役自ら指名! 「山内類似」は超大物…                            | 貴乃花光司                                                                       | 濱家は復帰したが、山内はリモート出演。 |
| 24 | 03月12日 | 大悟プレゼンツ! 素人スター発掘プロジェクト第3弾!                                  |                                                                                  |                                        |
| 25 | 03月19日 | 今のテレビにはデュエットが足りない                                                | 出口亜梨沙                                                                       |                                        |
| 26 | 03月26日 | 「夜もヒッパレ出演」を成功させよう                                                |                                                                                  |                                        |
| 27 | 04月02日 | 夜もヒッパレ裏側 今のテレビには昭和の野球が足りない ジャンボゲーム対決            | 三宅裕司（VTR出演） 赤坂泰彦（VTR出演） みのもんた（VTR出演）北村匠海 松本まりか | 春ジャンボと題し22:00 - 22:54にも放送  |
| 28 | 04月02日 | ジャンボゲーム対決                                                                | 三宅裕司（VTR出演） 赤坂泰彦（VTR出演） みのもんた（VTR出演）北村匠海 松本まりか |                                        |
| 29 | 04月09日 | 春のクレームSP! BiSHコントその後&素人スター杉山登場                               |                                                                                  |                                        |
| 30 | 04月16日 | "ギドゥンギドゥン"を世界に…辻岡義堂アナをプロデュース!                            | 辻岡義堂                                                                         |                                        |
| 31 | 04月23日 | 素人スター! 岐阜の売れないホステスゆいちゃんにライバル登場                        |                                                                                  |                                        |
| 32 | 04月30日 | 第2回素人スターオーディション後半戦! 新たなスター誕生!?                           |                                                                                  |                                        |
| 33 | 05月07日 | 今、バカップルが足りない! 4人の私生活エピソードが次々と…                          |                                                                                  |                                        |
| 34 | 05月14日 | 山内持ち込み企画! 今のテレビにはランバダが足りない!?                              | 森佐和子                                                                         |                                        |
| 35 | 05月21日 | サイコロトークが足りない! 4人で助け合い激ムズテーマに挑戦                         | 磯野貴理子（VTR出演）                                                            |                                        |
| 36 | 05月28日 | バカップルが足りない・関西編! 4人の恋愛エピソードが続々と                         |                                                                                  |                                        |
| 37 | 06月04日 | 大悟プロデュース! パンサー尾形vs素人スター伊東が対決!                             | 尾形貴弘（パンサー） 鈴木創                                                      |                                        |
| 38 | 06月11日 | 視聴者からのリクエストに全力で対応! 濱家新キャラも誕生!?                          |                                                                                  |                                        |
| 38 | 06月18日 | 目指せ! ベスト・ファーザー賞! 4人のパパエピソードが続々…                          | 恋さん（シャンプーハット） （VTR出演） トミーズ雅（トミーズ） （VTR出演）        |                                        |
| 40 | 06月25日 | 大悟プロデュース! 素人スターの魅力を引き出すロケ企画に挑戦                        |                                                                                  |                                        |
| 41 | 07月02日 | 山内持ち込み企画・四畳半ガールが足りない! 2組の下積み話も                         |                                                                                  |                                        |
| 42 | 07月09日 | 今のバラエティーにはMCの動きが足りない? ノブが走り回る!                           | ギャビー                                                                         |                                        |
| 43 | 07月16日 | BTSの曲に濱家の声…? 視聴者リクエストに応えます第2弾!                              |                                                                                  |                                        |
| 44 | 07月23日 | 悩みを持つ中学2年生8人が登場! 4人が真剣に向き合います                             |                                                                                  |                                        |
| 45 | 07月30日 | 中2サミット後半戦! 新たな悩みに千鳥かまいたちが熱く語る!                          |                                                                                  |                                        |
| 46 | 08月06日 | 4人で夏の恋の思い出を語り合う! バカップル企画・ビーチ編                           |                                                                                  |                                        |
| 47 | 08月13日 | そっくりさんコンテスト開催! 大悟も驚愕!? ノブ激似の◯◯                             |                                                                                  |                                        |
| 48 | 08月20日 | 二宮和也が大悟のボケを本気実演! どっちが大悟? クイズ!                             | 二宮和也                                                                         |                                        |
| 49 | 09月03日 | 四畳半企画第2弾! 売れてなかったら何してる?4人の下積み話                           |                                                                                  |                                        |
| 50 | 09月10日 | 大悟VS山内! 相方をプロデュースし映画名解説対決…勝者は?                            |                                                                                  |                                        |
| 51 | 09月17日 | 若手時代の（秘）映像に濱家赤面! 3人でチャンドンゴンゲン披露                       |                                                                                  | ノブは欠席。                           |
| 52 | 09月24日 | "芸術の秋"ノブでらくがお対決! 大悟VS山内VS濱家                                    | みうらじゅん                                                                     | ノブは欠席。                           |
| 53 | 10月01日 | 秋のそっくりさんコンテストSP! 怒涛のそっくり37連発                                |                                                                                  | 22:00 - 22:54に放送。                  |
| 54 | 10月01日 | 濱家伝説のプロポーズにミキティ悲鳴…! 大悟夫婦（秘）エピソード                     | 藤本美貴                                                                         |                                        |
| 55 | 10月08日 | 山内の中学時代!担任が語る…濱家に負けない恩師との絆を調査                          |                                                                                  |                                        |
| 56 | 10月15日 | 濱家、前回のリベンジなるか? 「らくがお」に挑戦第2弾                               |                                                                                  |                                        |
| 57 | 10月22日 | 相方のために…ノブ&濱家が体張ります! 視聴者投稿に応えよう                          |                                                                                  |                                        |
| 58 | 10月29日 | アンミカ登場で大悟が壊れる? （秘）夫婦エピソードを語り合おう                      | アンミカ                                                                         |                                        |
| 59 | 11月05日 | 新企画・ホンモノ親子を当てろ! ちどかまの推理&目利き力は?                          | 井上咲楽 野呂佳代 Crystal Kay                                                    |                                        |
| 60 | 11月12日 | 濱家だらけの視聴者リクエストSP! 新たな"禁止"ルール誕生                            |                                                                                  |                                        |
| 61 | 11月19日 | 三宅健が大悟のボケを全力熱演! ノブ「あれ三宅健か?」                               | 三宅健                                                                           |                                        |
| 62 | 11月26日 | 女子高生に恋のお悩みに応えよう! サプライズ電話でアドバイス                        |                                                                                  |                                        |
| 63 | 12月03日 | バカップルに学ぶ! 夫婦円満の秘訣…まさかの共通点に濱家赤面                         |                                                                                  |                                        |
| 64 | 12月10日 | 山内監修・上京ガール企画! 独特な興奮ポイント満載の物件探し                        |                                                                                  |                                        |
| 65 | 12月17日 | 予測不能…大悟流アレンジで「かまいたちの新コント」が誕生                           | 木村多江                                                                         |                                        |
| 66 | 12月24日 | 白石麻衣にお願い! イブだから…4人のムチャな願望が実現!?                            | 白石麻衣                                                                         |                                        |

| 回  | 放送日   | 内容 | ゲスト                                                                                  | 備考 |
| --- | -------- | --- | --------------------------------------------------------------------------------------- | --- |
| 67  | 01月02日 | 新春SP櫻井翔参戦! 激ムズホンモノ親子当てクイズで推理対決 櫻井翔と推理力対決! ジャングルポケット斉藤・菊地亜美・JOY親子が登場! 3組のうち1組だけがホンモノの親子! 櫻井・千鳥・かまいたちはホンモノ親子を見抜けるのか?                 | 櫻井翔 斉藤慎二（ジャングルポケット） 菊地亜美 JOY                                      | 新春SPと題し23:00 - 23:45に放送。 |
| 68  | 01月07日 | 千鳥かまいたちアワー櫻井翔が参戦! 大悟のボケ全力熱演で…「心折れそう」 今夜もゲストは櫻井翔! なぜか大物ばかり挑戦する「大悟のボケ当てクイズ」でボケ全力披露… 独特ボケの連続に濱家「エグいことやらせてる!」山内「これはとんでもない」 | 櫻井翔                                                                                  | |
| 69  | 01月14日 | ノブ&濱家が相方に好きなところを告白! 大悟の娘が衝撃の一言 | 高橋愛                                                                                  | |
| 70  | 01月21日 | 松村沙友理が熱演! "最高の食べっぷり"大悟・山内・濱家対決 | 松村沙友理 佐藤由紀夫                                                                   | |
| 71  | 01月28日 | 山内はジェントルマン? 検証したら…楽屋での奇行疑惑に発展 |                                                                                         | |
| 72  | 02月04日 | パンチ力No.1決定戦! 4人でガチ対決&濱家の母校で開催 |                                                                                         | |
| 73  | 02月11日 | 大悟考案! バカップルの結婚式でサプライズ…今回も（秘）夫婦談義 | 山口もえ                                                                                | |
| 74  | 02月18日 | 滝沢カレンが山内考案ボケ熱演! 衝撃の問題作にツッコミの嵐 | 滝沢カレン                                                                              | |
| 75  | 02月25日 | 4人で"仲良し写真"を撮ろう! ノブの見たことない顔が出現 | 村上健                                                                                  | |
| 76  | 03月04日 | 芸人と結婚は大変? さまぁ〜ず大竹の妻・中村仁美と夫婦トーク | 中村仁美                                                                                | |
| 77  | 03月11日 | 最強芸能人たちが飛び入り参加! パンチ力No.1決定戦 | 研ナオコ 森公美子 後藤輝基（フットボールアワー）                                        | |
| 78  | 03月18日 | 深夜の飯テロ松村沙友理食べっぷり企画! 大悟vs山内vs濱家 | 松村沙友理 佐藤由紀夫                                                                   | |
| 79  | 03月25日 | ノブに激似!? 石崎ひゅーい&まいやんとにらめっこ! 大反省会 |                                                                                         | |
| 80  | 04月01日 | 芸人の妻大集合SP9人集結! 芸人妻の疑問に身を削って回答 | アンミカ 高橋愛 山口もえ 中村仁美 石川あんな 和泉杏 加藤綾菜 近藤千尋 沢井美優 矢端名結 | 22:00 - 22:54に放送。 |
| 81  | 04月01日 | 芸人の妻SP延長戦! まだまだ出る疑問&あの夫婦に問題発覚? | 高橋愛 山口もえ 中村仁美 石川あんな 和泉杏 加藤綾菜 近藤千尋 沢井美優 矢端名結          | |
| 82  | 04月08日 | 検証! 謎の山内式ダイエットは大丈夫? ゲストMEGUMI | MEGUMI                                                                                  | |
| 83  | 04月15日 | 謎の山内式美容&ダイエット完結編! 目標62キロ台に届くのか? | MEGUMI                                                                                  | |
| 84  | 04月22日 | 山内の母校で…パンチ力No.1決定戦! 山内伝説が明らかに |                                                                                         | |
| 85  | 04月29日 | チートデイ飯! 松村沙友理食べっぷり企画で大悟が新境地に挑戦 | 松村沙友理 佐藤由紀夫 かなで（3時のヒロイン）                                           | |
| 86  | 05月06日 | ホンモノ親子クイズ第3弾! 本物親子を見抜けるか!? | 磯山さやか 重盛さと美 和田まんじゅう（ネルソンズ）                                      | |
| 87  | 05月13日 | 目指せ日本一! ジャンポケ太田&近藤夫婦をおもしろくしよう! | 太田博久（ジャングルポケット） 近藤千尋                                                 | |
| 88  | 05月20日 | 大悟持ち込み企画! 山内に二人羽織をリベンジさせてあげたい! |                                                                                         | |
| 89  | 05月27日 | 大悟持ち込み! 令和版どじょうすくい後継者オーディション開催 |                                                                                         | |
| 90  | 06月03日 | 千鳥の母校で開催! パンチ力No.1決定戦! 千鳥（秘）エピソード |                                                                                         | |
| 91  | 06月10日 | 母校に語り継がれる千鳥伝説! パンチ力No.1決定戦芸能人編 | やす子 LiLiCo                                                                           | |
| 92  | 06月17日 | 今年も受賞ならず…ベストファーザー目指し杉浦太陽とパパ談義 | 杉浦太陽 辻希美（VTR出演）                                                              | |
| 93  | 06月24日 | 大悟持ち込み企画! 濱家のモノマネ芸人オーディション緊急開催 |                                                                                         | |
| 94  | 07月01日 | 夏はビールで! 松村沙友理の食べっぷりを演出…勝つのは誰? | 松村沙友理 佐藤由紀夫                                                                   | |
| 95  | 07月08日 | カラオケセットで合コン必勝テク披露! ノブ&山内のコンビ芸 |                                                                                         | |
| 96  | 07月15日 | 濱家が直面「40歳の壁」! 4人は前転後転&逆上がりできる？ |                                                                                         | |
| 97  | 07月22日 | 27時間テレビ裏に登場! 理不尽にボコられた話選手権 | ヒコロヒー（VTR出演） 塚本直毅（ラブレターズ）（VTR出演） トータルテンボス（VTR出演）   | |
| 98  | 07月29日 | 浜崎あゆみSP! 大悟プレゼンツ"DJ赤坂さんが足りない" | 浜崎あゆみ                                                                              | |
| 99  | 08月05日 | 浜崎あゆみのやりたい事!超巨大叩いて被ってジャンケンポン! | 浜崎あゆみ                                                                              | ラグビー・リポビタンDチャレンジカップ2023「日本×フィジー」（19:00 - 21:19）放送による繰下げの為、23:55 - 0:20での放送。また、千鳥は『にちようチャップリン』（テレビ東京、0:00 - 0:30）に出演している為、裏被りとなる。 |
| 100 | 08月12日 | 濱家&生田絵梨花"ハマいく"が熱演! 山内のボケ当てクイズ! | 生田絵梨花                                                                              | |
| 101 | 08月19日 | 夏休み特別企画! 子ども達が選ぶ最強の武器はどれだ選手権を開催 |                                                                                         | |
| 102 | 09月02日 | ビーチで開催! パンチ力No.1決定戦&4人が夏の思い出を語る | おたけ（ジャングルポケット） 八木真澄（サバンナ）                                       | |
| 103 | 09月09日 | 若者のお悩み解決SP! デート経験ゼロの若者に（秘）攻略法を伝授 |                                                                                         | |
| 104 | 09月16日 | ノブ芸術祭開催! 巷のノブアートが続々&4人で新作を生み出す |                                                                                         | |
| 105 | 09月23日 | 濱家もうすぐ40歳…組体操&片足立ちで今回も"壁"に挑む! |                                                                                         | |
| 106 | 10月07日 | ゆとりですがなにか豪華俳優SP! 直撃質問で俳優の本音に迫る | 柳楽優弥 松坂桃李 岡田将生 安藤サクラ                                                   | |
| 107 | 10月21日 | 岡田将生&松坂桃李と一瞬リアクション芝居選手権を緊急開催! | 松坂桃李 岡田将生                                                                       | |
| 108 | 10月28日 | 渋谷凪咲持ち込み企画! みんなで山内の好感度を上げよう! | 渋谷凪咲（NMB48）                                                                       | |
| 109 | 11月04日 | 若者のお悩み解決SP! 上京して東京に馴染めない若者が大集合 |                                                                                         | |
| 110 | 11月11日 | 若者のお悩み解決SP後半戦! 上京1年目の駆け出し女優に密着 |                                                                                         | |
| 111 | 11月18日 | 第二の長嶋一茂は誰!? WBC戦士参戦&山内VS一茂の場外乱闘 | 長嶋一茂 里崎智也 G.G.佐藤 糸井嘉男                                                     | |
| 112 | 11月25日 | 今夜決着第二の長嶋一茂オーディション! 山内VS一茂も決着!? | 長嶋一茂 里崎智也 G.G.佐藤 糸井嘉男                                                     | |
| 113 | 12月02日 | 世界で大人気! 韓国6人組ガールズグループIVE2週連続SP | IVE                                                                                     | |
| 114 | 12月09日 | スタジオ生歌唱! 韓国ガールズグループIVE★大悟（秘）ネタ伝授 | IVE                                                                                     | |
| 115 | 12月16日 | 番組で1番大活躍した出演者は誰だ!? ちどかまアワードを発表! | JOY 森佐和子 ユキホ Black BOX 伊東さん                                                  | |
| 116 | 12月23日 | 斉藤由貴&岡山天音と一瞬ドキッとさせる芝居選手権を開催!! | 斉藤由貴 岡山天音                                                                       | |

| 回  | 放送日   | 内容                                                         | ゲスト                               | 備考 |
| --- | -------- | ------------------------------------------------------------ | ------------------------------------ | --- |
| 117 | 01月06日 | ハタチのお悩みの回答! 千鳥かまいたち20代葛藤の日々を語る     |                                      | |
| 118 | 01月13日 | 女子アスリート界の逸材現る! 第二の陣内貴美子オーディション   | 陣内貴美子 栗原恵 岩渕真奈 登坂絵莉  | |
| 119 | 01月20日 | 今夜決定! 第二の陣内貴美子は誰の手に…オーディション完結編    | 陣内貴美子 栗原恵 岩渕真奈 登坂絵莉  | |
| 120 | 01月27日 | 「行くせ紅白!」濱家&ノブ紅白歌合戦のウラ話&新企画SP          |                                      | |
| 121 | 02月03日 | 大悟プレゼンツ! 濱家のゲラを克服しよう! ドラマ名シーン再現   |                                      | |
| 122 | 02月10日 | 二世タレント界に逸材現る! 第二の石原良純オーディション開催   | 石原良純 渡辺裕太 小園凌央 生島勇輝  | |
| 123 | 02月17日 | 二世タレント界のニュースター決定! 第二の石原良純・完結編     | 石原良純 渡辺裕太 小園凌央 生島勇輝  | |
| 124 | 02月24日 | 女優・土屋太鳳VS焼肉奉行・濱家の「こだわり焼肉3番勝負」      | 土屋太鳳                             | |
| 125 | 03月02日 | 千鳥かまいたちが私服で登場オシャレ&ダサい人を投票!           |                                      | |
| 126 | 03月09日 | 山内弟が千鳥にド緊張&新社会人に贈る! サラリーマンノブ物語    |                                      | |
| 127 | 03月23日 | 大悟&かまいたちがプロデュース! ノブに"刺し棒が"足りない      |                                      | |
| 128 | 03月30日 | 一番出世するのは誰? サラリーマンになって上司との会話力対決   |                                      | |
| 129 | 04月06日 | BTSの後輩・9人組グローバルグループ&TEAM2週SP!                | &TEAM                                | |
| 130 | 04月13日 | BTSの後輩・9人組グループ&TEAM2週連続SP後半戦!                | &TEAM                                | |
| 131 | 04月20日 | 山内の願い! 濱家のギターを生かしたい…かまいたち新ネタ誕生    |                                      | |
| 132 | 04月27日 | 浜崎あゆみ2週SP前半戦! ayuがジャージ姿でごくせん演技         | 浜崎あゆみ                           | |
| 133 | 05月04日 | 浜崎あゆみSP後半! 山内プレゼンツayu25周年パーティー          | 浜崎あゆみ                           | |
| 134 | 05月11日 | 母の日特別企画! ターゲット限定"お母さん世代"を喜ばせよう     |                                      | |
| 135 | 05月18日 | 子どもスター集結! マジック少年に濱家が敵意…? スゴ技連発!     |                                      | |
| 136 | 05月25日 | 山内プレゼンツ「恋愛企画」始動! 話題の婚活アドバイザー登場   | 植草美幸                             | |
| 137 | 06月01日 | サラリーマンだったら出世するのは誰? 第2弾後輩との雑談編      |                                      | |
| 138 | 06月08日 | 新たなスターを発掘! ノブのモノマネ芸人オーディション開催!    | 河口こうへい むらせ たむかい         | |
| 139 | 06月15日 | 芸人パパの先輩・レイザーラモンRGに学ぶ! （秘）子育て法クイズ | レイザーラモンRG                     | |
| 140 | 06月22日 | 大悟プロデュース! 斬新アイデアで濱家のMC力を向上させろ!      | ギャビー                             | |
| 141 | 06月29日 | 濱家の願い…山内の好感度を地元・島根の力を借りて上げたい!     |                                      | |
| 142 | 07月06日 | 山内プレゼンツ・ファッション新企画「へそ出してるクイズ」     |                                      | |
| 143 | 07月13日 | 大悟vs山内vs濱家! 松村沙友理の食べっぷりをプロデュース       | 松村沙友理                           | |
| 144 | 07月20日 | 濱家の「スベり弾け飛びすぎ問題」に迫る! 流行語大賞なるか?    |                                      | |
| 145 | 07月27日 | 夏休みに見てほしい! "笑い弾け飛んどる"名場面イッキ見SP       |                                      | |
| 146 | 08月03日 | NEWSが参戦! サラリーマンだったら誰が出世するのか選手権       | NEWS                                 | |
| 147 | 08月17日 | 一番出世するのは誰だ!? NEWSとサラリーマン選手権で対決        | NEWS                                 | |
| 148 | 08月24日 | 山内の婚活応援企画! 婚活ガールとお見合いしたい男性が登場!    |                                      | |
| 149 | 09月07日 | サラリーマン出世選手権! 濱家山内大悟が飲み会の振る舞い対決   |                                      | |
| 150 | 09月14日 | 山内提案「刈り上げてる? クイズ」濱家ノブ攻めすぎた髪型公開   |                                      | |
| 151 | 09月21日 | 山内が手掛ける恋愛企画完結編! 婚活ガールが遂に男性とご対面   |                                      | |
| 152 | 09月28日 | 大悟と濱家・ノブと山内! 先輩後輩で最高の仲良し写真を撮ろう   |                                      | |
| 153 | 10月05日 | 番組祝3周年! 千鳥&かまいたちがこれからの人生を大予想SP       |                                      | |
| 154 | 10月12日 | 間宮祥太朗に無茶ブリ! 山内の人生を演じる「山内物語」を熱演   | 間宮祥太朗                           | |
| 155 | 10月19日 | 祝・放送150回! 4人の絆は本物か? "協力チャレンジ"に挑戦       |                                      | 実際の放送回数は155回目である。クライマックスシリーズファイナルステージ第4戦「巨人×DeNA」が21:04まで放送されたため、10分繰り下げ。また千鳥は、裏番組の『ぴったりにちようチャップリン』に出演していたため、10分間裏被りとなる。 |
| 156 | 10月26日 | 堂本剛が提案! もっと活躍するための"次の髪型"を決めよう       | 堂本剛（KinKi Kids）                 | |
| 157 | 11月02日 | 大悟プロデュースで令和スター芸人発掘! 一撃で売れる芸人誕生   | シャパディ 観音日和 シャンソン姉さん | |
| 158 | 11月09日 | 大悟プロデュースの新・笑いの祭典! かまいたちも幻のネタ披露   |                                      | |
| 159 | 11月16日 | 大悟主演で天才子役・永尾柚乃監督脚本のショートムービー撮影   | 永尾柚乃                             | |
| 160 | 11月23日 | 山内提案「○○してる顔? してない顔?」欺け! 顔面2択クイズ       |                                      | |
| 161 | 11月30日 | 大悟のものまね芸人発掘オーディション! 珍・大悟登場で爆笑!    |                                      | |
| 162 | 12月07日 | 令和デビュー芸人21人大集結! 強烈キャラたちと爆笑トーク!      |                                      | |
| 163 | 12月14日 | 令和デビュー芸人21人が大集合! お悩みをちどかまが大解決!      |                                      | |
| 164 | 12月21日 | そっくり選手権開催! 世間にあふれるクセ強なノブが一挙大公開   |                                      | |
| 165 | 12月28日 | みんなで笑えるジャンボ企画! 名物叩いて被ってジャンケンポン   |                                      | |

| 回  | 放送日   | 内容                                                       | ゲスト     | 備考 |
| --- | -------- | ---------------------------------------------------------- | ---------- | --- |
| 166 | 01月04日 | 一撃で笑わせてくれる芸人大集結! M-1王者も一撃ネタを披露!   |            | |
| 167 | 01月11日 | 大悟提案の新・笑いの祭典! 一撃芸人オーディションで逸材発掘 |            | |
| 168 | 01月18日 | 白石麻衣&あゆ&宮沢りえ! 豪華ゲストと4人で爆笑連発SP!       |            | |
| 169 | 01月25日 | ムロツヨシがサラリーマン選手権に参戦! ムロVS大悟で熱演!    | ムロツヨシ | |
| 170 | 02月01日 | ムロツヨシ&ちどかまに人生相談! 20歳の若者の叫びに答える    | ムロツヨシ | |
| 171 | 02月08日 | バレンタイン企画「理想のチョコ渡し方選手権」大悟が珍演技!  | 田中美久   | |
| 172 | 02月15日 | 濱家が挑んできた数々の修羅場…笑い弾け飛ぶ濱家スペシャル!   |            | |
| 173 | 02月22日 | 山内の好感度を上げよう! 中高年のスター・山小路きみまろ誕生 |            | |
| 174 | 03月01日 | 今まで番組に出演して活躍した「あの人は今何してる?」大調査  | いぜん     | |
| 175 | 03月08日 | 名キャラたくさん生まれました…誕生の瞬間を一挙にご紹介SP    |            | |
| 176 | 03月15日 | 祝ゴールデン! 4人でゲームクリアして祝砲を鳴らせチャレンジ  |            | MLB開幕戦2025 プレシーズンゲーム「巨人×ドジャース」が 21:29まで放送されたため、35分繰り下げ。 また千鳥は、裏番組の『ぴったりにちようチャップリン』に出演していたため、20分間裏被りとなる。 |

### 千鳥かまいたちゴールデンアワー

#### パイロット版
| 放送日   | 内容                                         | 審査員ゲスト      | ゲスト                                                         | 備考                   |
| -------- | -------------------------------------------- | ----------------- | -------------------------------------------------------------- | ---------------------- |
| 03月11日 | 激ムズ!プロ野球好珍アテレコ北村匠海&河合優実 | 北村匠海 河合優実 | 鬼越トマホーク 高田真希 椿鬼奴 とにかく明るい安村 馬瓜エブリン | プラチナイト枠にて放送 |
| 03月29日 | ゴールデン直前SP▼北村匠海&河合優実           | 北村匠海 河合優実 | 鬼越トマホーク 高田真希 椿鬼奴 とにかく明るい安村 馬瓜エブリン | 23:30 - 23:55          |

#### レギュラー版
| 回 | 放送日   | 内容                                                               | 審査員ゲスト                    | ゲストまたはプレゼンター | 備考 |
| -- | -------- | ------------------------------------------------------------------ | ------------------------------- | --- | --- |
| 1  | 04月23日 | 鈴木亮平が本気演技!? 白石麻衣（秘）ものまね                        | 鈴木亮平                        | 阿佐ヶ谷姉妹 あの 熊元プロレス（紅しょうが） 白石麻衣 タイムマシーン3号 とにかく明るい安村                                     | この放送日から「千鳥かまいたちゴールデンアワー」 としてリニューアル |
| 2  | 04月30日 | 日本全国ノブを探せ&菊池風磨とイントロクイズ対決                    | 菊池風磨（timelesz）            | 小宮浩信（三四郎） 薄幸（納言） とにかく明るい安村 野田クリスタル（マヂカルラブリー） 山下美月                                 | |
| 3  | 05月14日 | コナン・トリック検証&日本一スプーン曲げ上手い男                    | 松坂桃李                        | とにかく明るい安村 友近 バッテリィズ KEIKO・MOMONA・RAN（ME:I）                                                                | |
| 4  | 05月21日 | 2大企画! 大悟のそっくりさんを探せ&女芸人SP                         | 田中圭                          | あぁ〜しらき 安藤なつ（メイプル超合金） いぜん 大久保佳代子（オアシズ） 友近 ホラン千秋                                        | 本来は5月14日に放送予定だった。 番組冒頭にMC4人が「今回の収録が田中に関する週刊誌報道の前に収録された」 旨を伝えたうえで田中の出演部分をカットするといった措置はなく放送された。 |
| 5  | 05月28日 | 長嶋一茂が大暴れ! 豪華メダリスト集結スポーツSP                     | 長嶋一茂                        | 宇野昌磨 狩野英孝 平愛梨 とにかく明るい安村 友近 松本薫 渡辺勇大                                                               | |
| 6  | 06月11日 | 爆笑シーン連発【全国アナウンサー41名大集合SP】水卜アナが涙…        |                                 | 羽鳥慎一 野田クリスタル（マヂカルラブリー） タイムマシーン3号 福田麻貴（3時のヒロイン） アンミカ いとうあさこ 飯尾和樹（ずん） | 2時間SP（19:00 - 21:00） |
| 7  | 06月18日 | 芸人大集合SP【カラオケ盛り上げバトル】初公開（秘）爆笑ネタ続々登場 | 志尊淳                          | オズワルド オダウエダ とにかく明るい安村 FUJIWARA 村重杏奈 U字工事                                                             | |
| 8  | 07月16日 | 爆笑! 珍問題連発【"どこかで聞いたことある音"でイントロクイズ】     | ナイツ 渡辺翔太（Snow Man）     | 神田愛花 藤田ニコル きりやはるか・あんり（ぼる塾） とにかく明るい安村 FUJIWARA カルロス三好（オキシジェン）                    | |
| 9  | 07月23日 | 【全国各地の（秘）ローカルネタ】をお届け! 菊池風磨も爆笑!          |                                 | 菊池風磨（timelesz） 後藤輝基（フットボールアワー） 渋谷凪咲 羽鳥慎一 松村沙友理 村重杏奈                                      | 2時間SP（19:00 - 21:00） |
| 10 | 08月13日 | 【名探偵コナン犯人トリック検証】人気芸能人が爆笑実験               | 末澤誠也（Aぇ! group） 野呂佳代 | 青木マッチョ（かけおち） いぜん エース（バッテリィズ） タイムマシーン3号 とにかく明るい安村                                    | |

## 主なコーナー・企画

### 「たった1回で終わった企画」を「ヒット企画」にしよう
1期の主軸企画。日本テレビで過去に放送された番組内でたった1回で終了した企画を題材とし、その企画をおもしろくさせる企画。
- スーツプードル
  - 1期・第1回で放送。同局で放送されていた『進め!電波少年』の1回で終了した企画「峰竜太の亭主関白が見たい」をベースに、山内に番組セットの小物のプードルの被り物を被せたキャラクター。

### 今のテレビには◯◯が足りない
1期、2期共通での放送内容。出演者4人が現代のテレビに足りないと感じる物についての企画を行う。
- 「今のテレビには"赤坂さん"が足りない」
  - 1期・第4回にて放送。大悟考案。同局で放送されていた『THE夜もヒッパレ』でDJを務めていた赤坂泰彦に関する企画。この企画以降、番組内で多々赤坂の話題が出ることや、企画が行われることが多い。
  - 当企画がきっかけで2022年3月30日に放送された同局の音楽特番『日テレ系音楽の祭典 Premium Music 2022』内の『THE夜もヒッパレ』の復活企画内で、ノブが赤坂に扮して曲紹介を行った。
- 「今のテレビには"ジャンボ"が足りない」
  - 2期・第14回にて放送。濱家考案。往年の正月特番などで行われていた「"ジャンボ"」にした競技やスポーツを行う企画。同企画以降の番組改編期特番ではこの企画が行われることが多い。
- 「今のテレビには"デュエット"が足りない」
  - 2期・第26回にて放送。山内考案。近年の邦楽では、男女デュエットの楽曲のヒットが少ないと感じた山内が、「生まれ変わったら歌手になりたい」という願望を持つ濱家と女性のデュエット楽曲をプロデュースする企画。

### 〇〇濱家シリーズ
濱家をさらにスターにするために、濱家の趣味や特技を活かしてスターにする企画。1期では「〇〇濱家をスターにしよう」というタイトルであった。
- 「グッチ濱家」
  - 1期・第2回にて放送。私服でグッチの服や小物を着用することが多い濱家を、自身の特技のマジックやけん玉と絡めてキャラクターにしようという企画。その後の放送でも、2期・第22回では田﨑さくら[注 3]への誕生日プレゼントとしてエルメスの物を渡していたことから「エルメス濱家」、2期・第29回では指原莉乃[注 4]への誕生日プレゼントとしてディオールのリップを渡していたことから、「ディオール濱家」という派生系キャラクターが番組内で生まれている。

- 「ミッツ濱家」
  - 1期・第8回にて放送。濱家が同局の特番『ものまねグランプリ』の中で行ったミッツ・マングローブのモノマネから、自身の特技のマジックやけん玉と絡めてキャラクターにしようという企画。

- 「バカラ濱家」
  - 2期・22回にて放送。2021年4月から2022年3月まで濱家が水曜パーソナリティを務めていた同局の情報番組『ZIP!』でお天気キャスターを務めていた貴島明日香に対し、「好きなお天気キャスターランキング」で1位を獲得した際にバカラのグラスをプレゼントしたことが以前別番組で明かされたことに対する名称。

- 「デューク濱家」
  - 2期・38回にて放送。視聴者が考案した、ウォーキングトレーナーのデューク更家と濱家を掛け合わせたキャラクター。最終目標として、同年8月27・28日に同局で放送される[注 5]『24時間テレビ 愛は地球を救う45』内で、チャリティーマラソンを走るEXITの兼近大樹との並走を掲げている。また、同企画内で自身の顔を変顔から真顔に徐々に戻していく「アハ家」も生まれた。

### 素人スターオーディション
大悟考案。往年のテレビ番組にて活躍していた「素人スター」をこの番組から生み出そうという企画。複数回出演している人物には太文字で表記。
- 杉山くん
  - 同企画発足のきっかけとなった営業マン。「おもしろくなりたい」というきっかけで同番組に応募した。第1期・5回で初出演。
- ゆいちゃん
  - 第1回素人スターオーディションに出演。本業は岐阜県のホステスで、「岐阜の売れないホステス」を自称している。濱家の大ファン。コアな下ネタを交えた話術はノブから「ハードな壇蜜」と称された。素人スターのエースとも番組内で称されることもある。2期・第20回で初出演。
- 志賀くん
  - 第1回素人スターオーディションに出演。自身の痔の話が世間に通用するかが気になり応募。パントマイムがうまい。2期・第21回で初出演。
- 池田くん
  - 第1回素人スターオーディションに出演。「人をバカにする時が1番面白い」と思っていて、濱家には「女性人気狙いすぎ」、ノブには「女優・俳優とつるんでいるのが気に入らない」と称した。2期・第21回で初出演。
- 木村さん
  - 第1回素人スターオーディションに出演。妻が勝手に応募。風貌はノブから「K-1の魔裟斗やん」と称された。3人の子供がおり、小学生の三男の将来の夢はローソンの店員。ノブは「木村さんより三男がスター性ある」と称された。2期・第21回で初出演。
- 丸太くん
  - 第1回素人スターオーディションに出演。人よりラップが多少うまいと自称している。2期・第21回で初出演。
- ももちゃん
  - 第2回素人スターオーディションに出演。自身のことを「橋本環奈より可愛い」と自称している。濱家の大ファン。平日は青森県の郵便局員で、愛車はホンダ・N-BOX（2代目）。ダンスが特技。2期・第31回で初出演。
- 小林くん
  - 第2回素人スターオーディションに出演。恋愛経験がないのにもかかわらず恋愛を語れる男。2期・第31回で初出演。
- 大塚くん
  - 第2回素人スターオーディションに出演。即興モノマネが特技。2期・第31回で初出演。
- 伊藤くん
  - 第2回素人スターオーディションに出演。口から火が吹けると自称している。放送内で炭酸飲料の早飲みに挑戦するが失敗した。2期・第32回で初出演。
- 山中さん
  - 第2回素人スターオーディションに出演。似顔絵の会社の代表取締役。作詞作曲もでき、10円玉を飲み込んだことがある。2期・第32回で初出演。
- BlacK BOX
  - 第2回素人スターオーディションに出演。山倉歌菜と永山えだ豆からなる女性お笑いコンビ。コンビ仲が良い。M-1グランプリは1回戦敗退。大悟は同局の情報番組『ヒルナンデス!』のレギュラーにふさわしいと称しているが、他のメンバーからは否定されている。2期・第32回で初出演。

### どきどきクエスチョンアワー
第2期のゲスト出演回にて行われる。4人がゲストに対して聞きたい質問を1問だけ質問する企画。

### チャレンジアワー
第2期のゲスト出演回にて行われる。ゲストが4人とやりたい企画を行う。
- 2期・第1回「山内物語」
  - ゲストの菅田将暉が考案した企画。奇人的なエピソードが多い山内を菅田が演じたいという希望から行われた企画。山内が独身時代に実際に行った「彼女と違う女性と一緒に家にいるときに彼女が家に来た際、30分ほど自宅の扉を自力で開けないようにする」というエピソードが題材のミニドラマを行った。

- 2期・第18回・第19回「エライザバンド」
  - ゲストの池田エライザが考案した企画。以前からバンドが組みたかった池田が、4人とバンドを組みたいという希望から行われた企画。実際にはエアーバンドで、池田がボーカル、大悟がギター、ノブがベース、濱家がキーボード、山内がドラムという編成で、池田が監督となり、チェッカーズの「ジュリアに傷心」のPVの撮影を行なった。

## ネット局

### パイロット版
| 対象地域       | 放送局                    | 系列                                         | 放送日時                    | ネット状況 |
| -------------- | ------------------------- | -------------------------------------------- | --------------------------- | ---------- |
| 関東広域圏     | 日本テレビ（NTV）         | 日本テレビ系列                               | 2021年1月3日 23:25 - 23:55  | 【制作局】 |
| 北海道         | 札幌テレビ（STV）         | 日本テレビ系列                               | 2021年1月3日 23:25 - 23:55  | 同時ネット |
| 青森県         | 青森放送（RAB）           | 日本テレビ系列                               | 2021年1月3日 23:25 - 23:55  | 同時ネット |
| 宮城県         | ミヤギテレビ（MMT）       | 日本テレビ系列                               | 2021年1月3日 23:25 - 23:55  | 同時ネット |
| 秋田県         | 秋田放送（ABS）           | 日本テレビ系列                               | 2021年1月3日 23:25 - 23:55  | 同時ネット |
| 福島県         | 福島中央テレビ（FCT）     | 日本テレビ系列                               | 2021年1月3日 23:25 - 23:55  | 同時ネット |
| 山梨県         | 山梨放送（YBS）           | 日本テレビ系列                               | 2021年1月3日 23:25 - 23:55  | 同時ネット |
| 新潟県         | テレビ新潟（TeNY）        | 日本テレビ系列                               | 2021年1月3日 23:25 - 23:55  | 同時ネット |
| 長野県         | テレビ信州（TSB）         | 日本テレビ系列                               | 2021年1月3日 23:25 - 23:55  | 同時ネット |
| 静岡県         | 静岡第一テレビ（SDT）     | 日本テレビ系列                               | 2021年1月3日 23:25 - 23:55  | 同時ネット |
| 富山県         | 北日本放送（KNB）         | 日本テレビ系列                               | 2021年1月3日 23:25 - 23:55  | 同時ネット |
| 石川県         | テレビ金沢（KTK）         | 日本テレビ系列                               | 2021年1月3日 23:25 - 23:55  | 同時ネット |
| 福井県         | 福井放送（FBC）           | 日本テレビ系列                               | 2021年1月3日 23:25 - 23:55  | 同時ネット |
| 中京広域圏     | 中京テレビ（CTV）         | 日本テレビ系列                               | 2021年1月3日 23:25 - 23:55  | 同時ネット |
| 近畿広域圏     | 読売テレビ（ytv）         | 日本テレビ系列                               | 2021年1月3日 23:25 - 23:55  | 同時ネット |
| 鳥取県・島根県 | 日本海テレビ（NKT）       | 日本テレビ系列                               | 2021年1月3日 23:25 - 23:55  | 同時ネット |
| 広島県         | 広島テレビ（HTV）         | 日本テレビ系列                               | 2021年1月3日 23:25 - 23:55  | 同時ネット |
| 山口県         | 山口放送（KRY）           | 日本テレビ系列                               | 2021年1月3日 23:25 - 23:55  | 同時ネット |
| 徳島県         | 四国放送（JRT）           | 日本テレビ系列                               | 2021年1月3日 23:25 - 23:55  | 同時ネット |
| 香川県・岡山県 | 西日本放送（RNC）         | 日本テレビ系列                               | 2021年1月3日 23:25 - 23:55  | 同時ネット |
| 愛媛県         | 南海放送（RNB）           | 日本テレビ系列                               | 2021年1月3日 23:25 - 23:55  | 同時ネット |
| 高知県         | 高知放送（RKC）           | 日本テレビ系列                               | 2021年1月3日 23:25 - 23:55  | 同時ネット |
| 福岡県         | 福岡放送（FBS）           | 日本テレビ系列                               | 2021年1月3日 23:25 - 23:55  | 同時ネット |
| 長崎県         | 長崎国際テレビ（NIB）     | 日本テレビ系列                               | 2021年1月3日 23:25 - 23:55  | 同時ネット |
| 熊本県         | くまもと県民テレビ（KKT） | 日本テレビ系列                               | 2021年1月3日 23:25 - 23:55  | 同時ネット |
| 大分県         | テレビ大分（TOS）         | 日本テレビ系列 フジテレビ系列                | 2021年1月3日 23:25 - 23:55  | 同時ネット |
| 宮崎県         | テレビ宮崎（UMK）         | フジテレビ系列 日本テレビ系列 テレビ朝日系列 | 2021年1月3日 23:25 - 23:55  | 同時ネット |
| 鹿児島県       | 鹿児島読売テレビ（KYT）   | 日本テレビ系列                               | 2021年3月21日 16:00 - 16:30 | 77日遅れ   |

### 特番
| 放送対象地域   | 放送局                    | 系列                                         | 放送日時                              | ネット状況 |
| -------------- | ------------------------- | -------------------------------------------- | ------------------------------------- | ---------- |
| 関東広域圏     | 日本テレビ（NTV）         | 日本テレビ系列                               | 2021年4月19日 23:59 - 翌0:54          | 【制作局】 |
| 北海道         | 札幌テレビ（STV）         | 日本テレビ系列                               | 2021年4月19日 23:59 - 翌0:54          | 同時ネット |
| 青森県         | 青森放送（RAB）           | 日本テレビ系列                               | 2021年4月19日 23:59 - 翌0:54          | 同時ネット |
| 岩手県         | テレビ岩手（TVI）         | 日本テレビ系列                               | 2021年4月19日 23:59 - 翌0:54          | 同時ネット |
| 宮城県         | ミヤギテレビ（MMT）       | 日本テレビ系列                               | 2021年4月19日 23:59 - 翌0:54          | 同時ネット |
| 秋田県         | 秋田放送（ABS）           | 日本テレビ系列                               | 2021年4月19日 23:59 - 翌0:54          | 同時ネット |
| 山形県         | 山形放送（YBC）           | 日本テレビ系列                               | 2021年4月19日 23:59 - 翌0:54          | 同時ネット |
| 福島県         | 福島中央テレビ（FCT）     | 日本テレビ系列                               | 2021年4月19日 23:59 - 翌0:54          | 同時ネット |
| 山梨県         | 山梨放送（YBS）           | 日本テレビ系列                               | 2021年4月19日 23:59 - 翌0:54          | 同時ネット |
| 長野県         | テレビ信州（TSB）         | 日本テレビ系列                               | 2021年4月19日 23:59 - 翌0:54          | 同時ネット |
| 新潟県         | テレビ新潟（TeNY）        | 日本テレビ系列                               | 2021年4月19日 23:59 - 翌0:54          | 同時ネット |
| 静岡県         | 静岡第一テレビ（SDT）     | 日本テレビ系列                               | 2021年4月19日 23:59 - 翌0:54          | 同時ネット |
| 富山県         | 北日本放送（KNB）         | 日本テレビ系列                               | 2021年4月19日 23:59 - 翌0:54          | 同時ネット |
| 石川県         | テレビ金沢（KTK）         | 日本テレビ系列                               | 2021年4月19日 23:59 - 翌0:54          | 同時ネット |
| 福井県         | 福井放送（FBC）           | 日本テレビ系列                               | 2021年4月19日 23:59 - 翌0:54          | 同時ネット |
| 中京広域圏     | 中京テレビ（CTV）         | 日本テレビ系列                               | 2021年4月19日 23:59 - 翌0:54          | 同時ネット |
| 近畿広域圏     | 読売テレビ（ytv）         | 日本テレビ系列                               | 2021年4月19日 23:59 - 翌0:54          | 同時ネット |
| 鳥取県・島根県 | 日本海テレビ（NKT）       | 日本テレビ系列                               | 2021年4月19日 23:59 - 翌0:54          | 同時ネット |
| 広島県         | 広島テレビ（HTV）         | 日本テレビ系列                               | 2021年4月19日 23:59 - 翌0:54          | 同時ネット |
| 山口県         | 山口放送（KRY）           | 日本テレビ系列                               | 2021年4月19日 23:59 - 翌0:54          | 同時ネット |
| 徳島県         | 四国放送（JRT）           | 日本テレビ系列                               | 2021年4月19日 23:59 - 翌0:54          | 同時ネット |
| 香川県・岡山県 | 西日本放送（RNC）         | 日本テレビ系列                               | 2021年4月19日 23:59 - 翌0:54          | 同時ネット |
| 愛媛県         | 南海放送（RNB）           | 日本テレビ系列                               | 2021年4月19日 23:59 - 翌0:54          | 同時ネット |
| 高知県         | 高知放送（RKC）           | 日本テレビ系列                               | 2021年4月19日 23:59 - 翌0:54          | 同時ネット |
| 福岡県         | 福岡放送（FBS）           | 日本テレビ系列                               | 2021年4月19日 23:59 - 翌0:54          | 同時ネット |
| 長崎県         | 長崎国際テレビ（NIB）     | 日本テレビ系列                               | 2021年4月19日 23:59 - 翌0:54          | 同時ネット |
| 熊本県         | くまもと県民テレビ（KKT） | 日本テレビ系列                               | 2021年4月19日 23:59 - 翌0:54          | 同時ネット |
| 鹿児島県       | 鹿児島読売テレビ（KYT）   | 日本テレビ系列                               | 2021年4月19日 23:59 - 翌0:54          | 同時ネット |
| 大分県         | テレビ大分（TOS）         | 日本テレビ系列 フジテレビ系列                | 2021年4月19日 23:59 - 翌0:54          | 同時ネット |
| 宮崎県         | テレビ宮崎（UMK）         | フジテレビ系列 日本テレビ系列 テレビ朝日系列 | 2021年4月20日 0:09 - 1:04（19日深夜） | 10分遅れ   |

### レギュラー版（第1期）
| 放送対象地域   | 放送局                | 系列           | 放送日時                    | 放送期間                | ネット状況 |
| -------------- | --------------------- | -------------- | --------------------------- | ----------------------- | ---------- |
| 関東広域圏     | 日本テレビ（NTV）     | 日本テレビ系列 | 日曜 12:45 - 13:15          | 2021年1月24日 - 3月28日 | 【制作局】 |
| 静岡県         | 静岡第一テレビ（SDT） | 日本テレビ系列 | 金曜（木曜深夜）0:59 - 1:29 | 2021年1月29日 - 不明    | 遅れネット |
| 愛媛県         | 南海放送（RNB）       | 日本テレビ系列 | 日曜 16:55 - 17:25          | 2021年1月31日 - 不明    | 遅れネット |
| 広島県         | 広島テレビ（HTV）     | 日本テレビ系列 | 水曜（火曜深夜）0:59 - 1:29 | 2021年2月3日 - 3月31日  | 遅れネット |
| 新潟県         | テレビ新潟（TeNY）    | 日本テレビ系列 | 火曜（月曜深夜）0:59 - 1:29 | 2021年4月6日 - 6月8日   | 遅れネット |
| 北海道         | 札幌テレビ（STV）     | 日本テレビ系列 | 土曜 13:00 - 13:30          | 2021年6月19日 - 9月11日 | 遅れネット |
| 長崎県         | 長崎国際テレビ（NIB） | 日本テレビ系列 | 日曜 15:00 - 15:30          | 2021年6月20日 - 不明    | 遅れネット |
| 香川県・岡山県 | 西日本放送（RNC）     | 日本テレビ系列 | 日曜 16:55 - 17:25          | 2021年7月11日 - 不明    | 遅れネット |

### レギュラー版（第2期）
- 前番組『有吉反省会』と同様、全編ローカルセールス枠であるため、日本テレビ以外の通常時同時ネットとする局であっても、編成の都合で臨時に遅れネットまたは臨時非ネットに変更する場合がある一方で、通常時遅れネットとする局が臨時に同時ネットで放送する場合がある。当番組のクロスプログラムが放送されるのは当番組が同時ネットで放送されている地域のみ（直後番組である『Going!Sports&News』のクロスプログラムも同様）。同時ネット局でも自社制作番組や過去の再放送などに差し替えられた場合はクロスプログラムは放送されない。

| 放送対象地域   | 放送局名                  | 系列                          | 放送日時                     | 放送期間                      | ネット状況 | 脚注       |
| -------------- | ------------------------- | ----------------------------- | ---------------------------- | ----------------------------- | ---------- | ---------- |
| 関東広域圏     | 日本テレビ（NTV）         | 日本テレビ系列                | 土曜 23:30 - 23:55           | 2021年10月2日 - 2025年3月29日 | 【制作局】 | 【制作局】 |
| 北海道         | 札幌テレビ（STV）         | 日本テレビ系列                | 土曜 23:30 - 23:55           | 2021年10月2日 - 2025年3月29日 | 同時ネット | [ 注 9 ]   |
| 青森県         | 青森放送（RAB）           | 日本テレビ系列                | 土曜 23:30 - 23:55           | 2021年10月2日 - 2025年3月29日 | 同時ネット |            |
| 岩手県         | テレビ岩手（TVI）         | 日本テレビ系列                | 土曜 23:30 - 23:55           | 2021年10月2日 - 2025年3月29日 | 同時ネット |            |
| 宮城県         | ミヤギテレビ（MMT）       | 日本テレビ系列                | 土曜 23:30 - 23:55           | 2021年10月2日 - 2025年3月29日 | 同時ネット |            |
| 秋田県         | 秋田放送（ABS）           | 日本テレビ系列                | 土曜 23:30 - 23:55           | 2021年10月2日 - 2025年3月29日 | 同時ネット |            |
| 山形県         | 山形放送（YBC）           | 日本テレビ系列                | 土曜 23:30 - 23:55           | 2021年10月2日 - 2025年3月29日 | 同時ネット |            |
| 福島県         | 福島中央テレビ（FCT）     | 日本テレビ系列                | 土曜 23:30 - 23:55           | 2021年10月2日 - 2025年3月29日 | 同時ネット |            |
| 山梨県         | 山梨放送（YBS）           | 日本テレビ系列                | 土曜 23:30 - 23:55           | 2021年10月2日 - 2025年3月29日 | 同時ネット |            |
| 新潟県         | テレビ新潟（TeNY）        | 日本テレビ系列                | 土曜 23:30 - 23:55           | 2021年10月2日 - 2025年3月29日 | 同時ネット |            |
| 長野県         | テレビ信州（TSB）         | 日本テレビ系列                | 土曜 23:30 - 23:55           | 2021年10月2日 - 2025年3月29日 | 同時ネット |            |
| 静岡県         | 静岡第一テレビ（SDT）     | 日本テレビ系列                | 土曜 23:30 - 23:55           | 2021年10月2日 - 2025年3月29日 | 同時ネット |            |
| 富山県         | 北日本放送（KNB）         | 日本テレビ系列                | 土曜 23:30 - 23:55           | 2021年10月2日 - 2025年3月29日 | 同時ネット |            |
| 石川県         | テレビ金沢（KTK）         | 日本テレビ系列                | 土曜 23:30 - 23:55           | 2021年10月2日 - 2025年3月29日 | 同時ネット |            |
| 福井県         | 福井放送（FBC）           | 日本テレビ系列                | 土曜 23:30 - 23:55           | 2021年10月2日 - 2025年3月29日 | 同時ネット |            |
| 近畿広域圏     | 読売テレビ（ytv）         | 日本テレビ系列                | 土曜 23:30 - 23:55           | 2021年10月2日 - 2025年3月29日 | 同時ネット |            |
| 鳥取県・島根県 | 日本海テレビ（NKT）       | 日本テレビ系列                | 土曜 23:30 - 23:55           | 2021年10月2日 - 2025年3月29日 | 同時ネット |            |
| 広島県         | 広島テレビ（HTV）         | 日本テレビ系列                | 土曜 23:30 - 23:55           | 2021年10月2日 - 2025年3月29日 | 同時ネット |            |
| 山口県         | 山口放送（KRY）           | 日本テレビ系列                | 土曜 23:30 - 23:55           | 2021年10月2日 - 2025年3月29日 | 同時ネット |            |
| 徳島県         | 四国放送（JRT）           | 日本テレビ系列                | 土曜 23:30 - 23:55           | 2021年10月2日 - 2025年3月29日 | 同時ネット |            |
| 香川県・岡山県 | 西日本放送（RNC）         | 日本テレビ系列                | 土曜 23:30 - 23:55           | 2021年10月2日 - 2025年3月29日 | 同時ネット |            |
| 愛媛県         | 南海放送（RNB）           | 日本テレビ系列                | 土曜 23:30 - 23:55           | 2021年10月2日 - 2025年3月29日 | 同時ネット |            |
| 高知県         | 高知放送（RKC）           | 日本テレビ系列                | 土曜 23:30 - 23:55           | 2021年10月2日 - 2025年3月29日 | 同時ネット |            |
| 福岡県         | 福岡放送（FBS）           | 日本テレビ系列                | 土曜 23:30 - 23:55           | 2021年10月2日 - 2025年3月29日 | 同時ネット |            |
| 鹿児島県       | 鹿児島読売テレビ（KYT）   | 日本テレビ系列                | 土曜 23:30 - 23:55           | 2021年10月2日 - 2025年3月29日 | 同時ネット |            |
| 大分県         | テレビ大分（TOS）         | 日本テレビ系列 フジテレビ系列 | 土曜 23:30 - 23:55           | 2021年10月2日 - 2025年3月29日 | 同時ネット |            |
| 中京広域圏     | 中京テレビ（CTV）         | 日本テレビ系列                | 土曜 23:30 - 23:55           | 2023年1月7日 - 2025年3月29日  | 同時ネット | [ 注 11 ]  |
| 熊本県         | くまもと県民テレビ（KKT） | 日本テレビ系列                | 土曜 0:30 - 0:54（金曜深夜） | 2021年10月2日 - 2025年4月12日 | 遅れネット | [ 注 16 ]  |
| 長崎県         | 長崎国際テレビ（NIB）     | 日本テレビ系列                | 日曜 0:55 - 1:25（土曜深夜） | 2021年10月10日（9日深夜） -   | 遅れネット | [ 注 17 ]  |
| 沖縄県         | 宮古テレビ（MTV）         | ケーブルテレビ                | 水曜 22:00 - 22:30           | 2022年10月5日 -               | 遅れネット |            |

### ゴールデン時代
| 放送対象地域   | 放送局                    | 系列                          | 放送日時           | 放送期間        | ネット状況 |
| -------------- | ------------------------- | ----------------------------- | ------------------ | --------------- | ---------- |
| 関東広域圏     | 日本テレビ（NTV）         | 日本テレビ系列                | 水曜 20:00 - 21:00 | 2025年4月23日 - | 【制作局】 |
| 北海道         | 札幌テレビ（STV）         | 日本テレビ系列                | 水曜 20:00 - 21:00 | 2025年4月23日 - | 同時ネット |
| 青森県         | 青森放送（RAB）           | 日本テレビ系列                | 水曜 20:00 - 21:00 | 2025年4月23日 - | 同時ネット |
| 岩手県         | テレビ岩手（TVI）         | 日本テレビ系列                | 水曜 20:00 - 21:00 | 2025年4月23日 - | 同時ネット |
| 宮城県         | ミヤギテレビ（MMT）       | 日本テレビ系列                | 水曜 20:00 - 21:00 | 2025年4月23日 - | 同時ネット |
| 秋田県         | 秋田放送（ABS）           | 日本テレビ系列                | 水曜 20:00 - 21:00 | 2025年4月23日 - | 同時ネット |
| 山形県         | 山形放送（YBC）           | 日本テレビ系列                | 水曜 20:00 - 21:00 | 2025年4月23日 - | 同時ネット |
| 福島県         | 福島中央テレビ（FCT）     | 日本テレビ系列                | 水曜 20:00 - 21:00 | 2025年4月23日 - | 同時ネット |
| 山梨県         | 山梨放送（YBS）           | 日本テレビ系列                | 水曜 20:00 - 21:00 | 2025年4月23日 - | 同時ネット |
| 長野県         | テレビ信州（TSB）         | 日本テレビ系列                | 水曜 20:00 - 21:00 | 2025年4月23日 - | 同時ネット |
| 新潟県         | テレビ新潟（TeNY）        | 日本テレビ系列                | 水曜 20:00 - 21:00 | 2025年4月23日 - | 同時ネット |
| 静岡県         | 静岡第一テレビ（SDT）     | 日本テレビ系列                | 水曜 20:00 - 21:00 | 2025年4月23日 - | 同時ネット |
| 富山県         | 北日本放送（KNB）         | 日本テレビ系列                | 水曜 20:00 - 21:00 | 2025年4月23日 - | 同時ネット |
| 石川県         | テレビ金沢（KTK）         | 日本テレビ系列                | 水曜 20:00 - 21:00 | 2025年4月23日 - | 同時ネット |
| 福井県         | 福井放送（FBC）           | 日本テレビ系列                | 水曜 20:00 - 21:00 | 2025年4月23日 - | 同時ネット |
| 中京広域圏     | 中京テレビ（CTV）         | 日本テレビ系列                | 水曜 20:00 - 21:00 | 2025年4月23日 - | 同時ネット |
| 近畿広域圏     | 読売テレビ（ytv）         | 日本テレビ系列                | 水曜 20:00 - 21:00 | 2025年4月23日 - | 同時ネット |
| 鳥取県・島根県 | 日本海テレビ（NKT）       | 日本テレビ系列                | 水曜 20:00 - 21:00 | 2025年4月23日 - | 同時ネット |
| 広島県         | 広島テレビ（HTV）         | 日本テレビ系列                | 水曜 20:00 - 21:00 | 2025年4月23日 - | 同時ネット |
| 山口県         | 山口放送（KRY）           | 日本テレビ系列                | 水曜 20:00 - 21:00 | 2025年4月23日 - | 同時ネット |
| 徳島県         | 四国放送（JRT）           | 日本テレビ系列                | 水曜 20:00 - 21:00 | 2025年4月23日 - | 同時ネット |
| 香川県・岡山県 | 西日本放送（RNC）         | 日本テレビ系列                | 水曜 20:00 - 21:00 | 2025年4月23日 - | 同時ネット |
| 愛媛県         | 南海放送（RNB）           | 日本テレビ系列                | 水曜 20:00 - 21:00 | 2025年4月23日 - | 同時ネット |
| 高知県         | 高知放送（RKC）           | 日本テレビ系列                | 水曜 20:00 - 21:00 | 2025年4月23日 - | 同時ネット |
| 福岡県         | 福岡放送（FBS）           | 日本テレビ系列                | 水曜 20:00 - 21:00 | 2025年4月23日 - | 同時ネット |
| 長崎県         | 長崎国際テレビ（NIB）     | 日本テレビ系列                | 水曜 20:00 - 21:00 | 2025年4月23日 - | 同時ネット |
| 熊本県         | くまもと県民テレビ（KKT） | 日本テレビ系列                | 水曜 20:00 - 21:00 | 2025年4月23日 - | 同時ネット |
| 鹿児島県       | 鹿児島読売テレビ（KYT）   | 日本テレビ系列                | 水曜 20:00 - 21:00 | 2025年4月23日 - | 同時ネット |
| 大分県         | テレビ大分（TOS）         | 日本テレビ系列 フジテレビ系列 | 水曜 20:00 - 21:00 | 2025年4月23日 - | 同時ネット |
| 宮崎県         | 宮崎放送（mrt）           | TBS系列                       | 土曜 14:00 - 15:00 | 2025年5月24日 - | 遅れネット |
| 沖縄県         | 琉球放送（RBC）           | TBS系列                       | 木曜 15:49 - 16:50 | 2025年6月5日 -  | 遅れネット |

## スタッフ

### レギュラー版（第3期）
- 総合演出：古立善之（日本テレビ）
- ナレーター：松本考平、林田尚親、森富美
- 構成：桜井慎一、橋本大介、成瀬正人
- TM：保刈寛之（日本テレビ）
- SW：米田博之【週替り】
- SW/カメラ：荻野祐也【週替り】
- カメラ：矢作陽一、岩永雄允【週替り】
- 音声：宮内貞
- VE：飯島友美、山口考志、向山江梨佳【週替り】
- 照明：仲野貴信、小川勉、池長正宏【週替り】
- 美術プロデューサー：稲本浩
- デザイン：熊崎真知子
- モニター：二宮守
- 編集：佐藤弘一、尾形雄(雅)大【週替り】
- MA：丸山輝幸
- 音効：岡田淳一
- TK：坂本幸子、山沢啓子【週替り】
- デスク：本郷直
- リサーチ：CLAFT LAB
- 美術協力：日テレアート
- CG：森三平
- 技術協力：NiTRO、スタジオWELT、東京オフラインセンター
- ディレクター：宇野慎也、野満一郎太、髙橋知也、南斉岬、黒川勝功、奈良脩人、森田新之介、文元麻由奈、松尾郁弥、牧野邦彦、石神颯太、柏田雄二、久島拓也、綾部健二、増田貴也、小倉卓、滝田朝子、北原加歩、伊澤翔太、佐川陽亮、藤原優太、津宏典、早田翔、飯塚翔、蒲生勇樹/山田華世、児玉乃音花、伊波稀空、林佑香、竹内翔大、菊谷俊介、久土果南、澁谷大河、永野智也、古積拡也、五十嵐慧、池田一平、河井和佳、相模恭兵、土田渉、福田大介、児嶋飛佳瑠、園原彩花、北村侃太、尾頭慶哉、高橋蒼樹、大塚祐輝、鳥谷峯亜季、織居女杏、野田理紗子、萩原大晴【週替り】
- チーフ／ディレクター：尾之上祐太、春山正宏、黒石岳志、市川隆（日本テレビ）【週替り、回によって異なる】
- チーフディレクター：石﨑史郎（日本テレビ）、青木章浩【週替り】
- プロデューサー：藤崎一成・柏原萌人（日本テレビ）/古賀絢子【毎週】、影山幸子、髙橋孝平、石川絵里、田中もも、平山美由紀、東條いづみ、向山典子、成子美里、田中麻梨紗、鈴木和昭、城下直子、小林梨菜、塚田直之、千光士希和、岸野基生、四戸美穂、名田雅哉、野津彩乃【週替り】/田中裕樹【毎週】
- チーフプロデューサー：矢野尚子（日本テレビ）
- 制作協力：モスキート、いまじん、AXON、創輝、officeDA-NA、吉本興業
- 製作著作：日本テレビ

#### 過去のスタッフ（レギュラー版第3期）
- 大道具：米田尚弘
- 小道具：森川望実
- 電飾：黒沢裕之
- 衣裳：川上紗也加
- メイク：奥松かつら
- プロデューサー：吉無田剛・柳沢英俊（日本テレビ）

### レギュラー版（第2期）
- 企画・演出：柳沢英俊
- 構成：桜井慎一、橋本大介、成瀬正人
- 声：鈴江奈々（日本テレビアナウンサー、2023年6月10日 - ）
- TM：保刈寛之
- SW：松嶋賢一
- カメラ：大庭茂嗣、荻野高康、髙野信彦、岩永雄允、小林沙祐里、矢作陽一【週替り】
- 音声：宮内貞
- VE：飯島友美
- 照明：小笠原雅登、加藤恵介、千葉雄、小川勉【週替り】
- 技術協力：NiTRO、スタジオWELT、ミジェット
- 美術協力：日テレアート
- 美術プロデューサー：稲本浩（一時離脱→復帰）
- デザイン：熊崎真知子
- 大道具：米田尚弘
- 小道具：森川望美(実)
- 衣裳：加川潤
- 電飾：黒沢裕之
- メイク：奥松かつら
- 編集：森田智之、西田拓実、長谷川賢太、阿部亮平【週替り】
- MA：佐渡吉志広、石原航【週替り】
- 音効：岡田淳一
- CG：森三平
- イラスト：大森清一郎
- リサーチ：CLAFT LAB
- TK：坂本幸子、伊村佳恵【週替り】
- デスク：阿部絵里子
- ディレクター：芝崎正尭、横尾翼、保谷崇仁、吉田稔、小野真歩、材木孝太郎、小ヶ倉剛、藤原優太、長谷川龍覇、井上旭、田場亮耶、近藤純也、塩貝菜々、宇野慎也、髙橋知也、鈴木壮太、金盛政甫、太田垣樹、網島隼斗、石井柊、寺西智紀、太田萌夏、増田巧、伊藤志帆、金子雄大、阿部聖大(矢)、福田花奈、山田華世、森島樹、八木洋平、須藤星瑚、横田闘極、佐藤智之、小泉咲太、高木啓佑【週替り】
- 演出：仲西正樹、春山正宏、師岡靖成
- プロデューサー：柏原萌人（2024年6月1日 - ）、影山幸子、髙橋孝平（髙橋→2023年5月 - ）、輿石将大、仲田竜馬、田中裕樹 / 今野舞紀、谷口心（谷口→以前はディレクター）、仙田尚希（仙田→2024年6月1日 - ） / 吉無田剛（2024年6月1日 - 、以前はプロデューサー→2022年6月4日 - 2024年5月25日は統轄プロデューサー）
- チーフプロデューサー：矢野尚子（2023年6月3日 - ）
- 制作協力：MOSQUITO、passion、吉本興業
- 製作著作：日本テレビ

#### 過去のスタッフ（レギュラー版第2期）
- 声：杉上佐智枝（日本テレビアナウンサー）、鈴木麻里子【鈴木→2022年4月2日】
- 美術プロデューサー：葛西剛太
- グッズ担当︰平松悟、竹﨑友美、飯泉亜希子、小野田恵（全員→2024年10月 - ）
- 演出：石川直志
- プロデューサー：稲葉芳士、阿比留ほのほ（阿比留→2022年6月11日 - ）
- チーフプロデューサー：川邊昭宏（2021年10月2日 - 2022年5月）、松本京子（2022年6月4日 - 2023年5月27日）

### レギュラー版（第1期）
- 企画・演出：柳沢英俊
- 構成：桜井慎一、橋本大介、成瀬正人
- 声：杉上佐智枝（日本テレビアナウンサー）
- TM：保刈寛之
- SW：松嶋賢一、荻野高康【週替り】
- カメラ：大庭茂嗣
- 音声：宮内貞
- VE：飯島友美、川平貴之【週替り】
- 照明：小笠原雅登
- 技術協力：NiTRO、スタジオWELT、ミジェット
- 美術協力：日テレアート
- 美術プロデューサー：稲本浩
- デザイン：熊崎真知子
- 大道具：菅原拓真
- 小道具：森川望美
- 衣裳：加川潤
- 電飾：黒沢裕之
- メイク：奥松かつら
- 編集：森田智之【毎週】、大里剛史【週替り】
- MA：佐渡吉志広
- 音効：岡田淳一
- CG：森三平
- イラスト：大森清一郎
- 編成：上田崇博
- 宣伝：加宮貴博
- ICT：鈴木努、篠塚雅也、宮内聡
- リサーチ：CLAFT LAB
- TK：坂本幸子
- デスク：阿部絵里子
- AD：谷口心、江尻公華、芝崎正旁、横尾翼【週替り】、柳沼元気【毎週】
- AP：今野舞紀【週替り】
- ディレクター：長谷川たかし、坂田朋久【週替り】
- 演出：石川直志、春山正宏、仲西正樹
- プロデューサー：吉無田剛、輿石将大、仲田竜馬、影山幸子【毎週】、吉田一浩、稲葉芳土【週替り】
- チーフプロデューサー：川邊昭宏
- 制作協力：passion、MOSQUITO
- 製作著作：日本テレビ

### パイロット版
- 企画・演出：柳沢英俊
- 構成：桜井慎一、橋本大介、成瀬正人
- 声：杉上佐智枝（日本テレビアナウンサー）
- TM：保刈寛之
- SW：松嶋賢一
- カメラ：大庭茂嗣
- 音声：宮内貞
- VE：飯島友美
- 照明：小笠原雅登
- 技術協力：NiTRO、スタジオWELT、ミジェット
- 美術協力：日テレアート
- 美術プロデューサー：稲本浩
- デザイン：熊崎真知子
- 大道具：菅原拓真
- 小道具：森川望美
- 衣裳：加川潤
- 電飾：黒沢裕之
- メイク：奥松かつら
- 編集：森田智之、小林紗佳
- MA：佐渡吉志広
- 音効：岡田淳一
- CG：森三平
- イラスト：大森清一郎
- 編成：上田崇博
- 宣伝：加宮貴博
- ICT：鈴木努、篠塚雅也、宮内聡
- リサーチ：CLAFT LAB
- TK：坂本幸子
- デスク：阿部絵里子
- AD：谷口心、江尻公華、柳沼元気
- AP：今野舞紀
- ディレクター：長谷川たかし、坂田朋久
- 演出：石川直志、春山正宏、仲西正樹
- プロデューサー：吉無田剛、輿石将大、仲田竜馬、吉田一浩、影山幸子
- チーフプロデューサー：川邊昭宏
- 制作協力：passion、MOSQUITO
- 製作著作：日本テレビ